# كين كاربنتر (منافس ألعاب قوى)
كين كاربنتر (بالإنجليزية: Ken Carpenter)‏ هو منافس ألعاب قوى أمريكي، ولد في 19 أبريل 1913 في كومبتون في الولايات المتحدة، وتوفي في 15 مارس 1984 في بوينا بارك في الولايات المتحدة.

## وصلات خارجية
- كين كاربنتر على موقع الاتحاد الدولي لألعاب القوى (الإنجليزية)
- كين كاربنتر على موقع أوليمبيديا (الإنجليزية)